# Serapion van Antiochië
Serapion van Antiochië was van  191 tot 211 patriarch van Antiochië. Hij is hoofdzakelijk bekend van zijn theologische geschriften. Eusebius van Caesarea verwijst in zijn Historia ecclesiastica naar drie werken van Serapion, maar geeft toe dat er waarschijnlijk meer hebben bestaan:
- Het eerste is een persoonlijke brief, gericht aan Caricus en Pontius en is gericht tegen het montanisme; Eusebius citeert een deel eruit  (Historia ecclesiastica V, 19) en er zijn verwijzingen die aantonen dat het document circuleerde onder de bisschoppen van Asia en Thracië.
- Dan is er een werk dat is geadresseerd aan een zekere Domninus, die in tijden van vervolging zijn christelijk geloof inruilde voor de foute "Joodse aanbidding".
- Tot slot citeert Eusebius uit een pamflet dat Serapion had geschreven inzake het docetisme, in het bijzonder het "Evangelie van Petrus". In dit pamflet presenteert Serapion argumenten voor de gemeente van Rhosus (of: Rhossus) in Syrië om het evangelie te verwerpen: "Wij, broeders, erkennen Petrus en de andere Apostelen net als Christus; maar de geschriften die valselijk onder hun naam worden verspreid, moeten wij, volgens onze ervaring, verwerpen, wetende dat zulke dingen als deze nooit werden erkend. Toen ik bij u was, veronderstelde ik dat gij allen gehecht was aan het juiste geloof; en dus zei ik - zonder het evangelie dat onder Petrus' naam naar voren wordt gebracht door te nemen - 'Als dit alles is dat jullie doet kibbelen, waarom zou het dan gelezen moeten worden.' Maar nu ik informatie heb ontvangen dat hun bedoeling was om een golf van ketterij te ontketenen, zal ik moeite doen weer naar u toe te komen: dus, broeders, verwacht me spoedig. Broeders, houd in gedachte welke soort ketterij Marcion had ... Van anderen die ditzelfde evangelie gebruikten — ik bedoel van degenen die het begonnen zijn, die we "Docetae" zullen noemen, want de meeste ideeën zijn van hun school — van hen, zeg ik, heb ik het geleend, wat mij in staat stelde het door te nemen, om vast te stellen dat het meeste behoort tot de ware leer van de Verlosser, maar sommige zaken waren toevoegingen."

Eusebius doet ook toespelingen op een aantal persoonlijke brieven aan Pontius, Caricus en anderen over dit "Evangelie van Petrus".
Serapion ondernam ook actie tegen de invloed van het gnosticisme in Osroene, met steun van Pantenus, door Palut als bisschop van Edessa te wijden. Daar trad Palut op tegen de toenemende gnostische trekjes die de kerkleider Bardesanes introduceerde bij de christelijke gemeenschap. Hij ordineerde Pantenus tot priester of bisschop in Edessa.